# Музей „Зигмунд Фройд“
Музей „Зигмунд Фройд“ се намира в апартамента на Фройд във Виена и покрива неговия живот и историята на психоанализата.

## Музей
Тази къща се намира в 9-и район Алзергрунд на улица „Бергасе“ 19 и е била новопостроена, когато Зигмунд Фройд се нанася там през 1891 г. Предишната сграда на това място, някога дом на Виктор Адлер, е съборена. През 1938 г. Фройд е принуден да напусне Австрия след аншлуса с Германия и заминава за Лондон.
Неговите бивши стаи, където той живее 47 години и повечето от ръкописите му днес са документален център за живота и работата му. Влиянието на психоанализата върху изкуството и обществото са изобразени чрез специална изложба и модерна арт колекция.
Музеят се състои от бившата практика на Фройд и част от личните му стаи. Към музея е най-голямата психоаналитична библиотека в Европа с 35 000 тома и изследователски институт на Фондация „Зигмунд Фройд“.

## История
Музеят е отворен през 1971 г. от Обществото „Зигмунд Фройд“ в присъствието на Ана Фройд. През 1996 г. сградата е разширена с нови стаи за специални изложби и събития.